# Бряг Сайпъл
Бряг Сайпъл (на английски: Siple Coast) е част от крайбрежието на Западна Антарктида, в пределите на Земя Едуард VІІ, простиращ се между 80°15’ и 83°30’ ю.ш. и 145° и 155° з.д., с дължина около 500 km. Брегът е разположен в централната част на Земя Едуард VІІ, покрай източната периферия на шелфовия ледник Рос, като на север граничи с Брега Сирасе, а на юг – с Брега Гулд на Земя Едуард VІІ. Изцяло е покрит с дебела ледена покривка, над която стърчат отделни оголени върхове. От тях към шелфовия ледник Рос се спускат няколко големи планински ледници.
Брегът и ледниците спускащи се по него са открити, изследвани и първично картирани през десември 1934 г. от американския географ Пол Сайпъл, ръководител на една от изследователските групи в експедицията ръководена от Ричард Бърд през 1933 – 1935 г. През 1961 г. Новозеландският Комитет по антарктическите названия в чест на своя откривател и пръв изследовател Пол Сайпъл присвоява названието Бряг Сайпъл на този участък от антарктическото крайбрежие.